# Taihangia
Taihangia es un género monotípico de plantas  perteneciente a la familia Rosaceae. Su única especie: Taihangia rupestris, es originaria de China.

## Descripción
Es una planta herbácea con pecíolo de 2.5-10 cm, con las hojas glabras o escasamente pilosas; limbo ovado, elípticas, cordadas-ovadas, o rara vez triangular-ovadas, de 2.5-10 × 2-8 cm,  base truncada, redondeada, subcordada, o rara vez anchamente cuneada, el margen toscamente crenado,  o densamente serrado, rara vez ligeramente lobulado, a veces ciliados notablemente, el ápice redondeado. Escapo de 4-15 cm de altura, glabro o en ocasiones  piloso. Flor  de 3-4,5 cm de diámetro. El fruto en aquenios de 3-4 mm. Fl. y fr. Mayo-agosto.

## Distribución y hábitat
Se encuentra en acantilados en umbrías, a una altitud de 1000 - 1200 metros en Hebei y Henan en China.

## Taxonomía
Taihangia rupestris fue descrita por T.T.Yu & C.L.Li y publicado en Acta Phytotaxonomica Sinica 18(4): 471–472, pl. 1, f. 1–5, en el año 1981.